# アレハンドラ・ロブレス
アレハンドラ・ロブレス・スアステギ（Alejandra Robles Suástegui、1978年 11月28日 - ）は、メキシコ、プエルト・エスコンディード・オアハカ州生まれの音楽制作者、歌手。伝統音楽とワールドミュージックのジャンルで活動している。

## ディスコグラフィー
タイトルは主にスペイン語。
- 2005年 「La Malagueña」

（訳：ラ·マラゲーニャ)
- 2008年 「La Morena」

（訳：ラ・モレーナ）
- 2013年 「La Sirena」

（訳：ラ・シレーナ）